# Jharokhâ
 (octobre 2018).

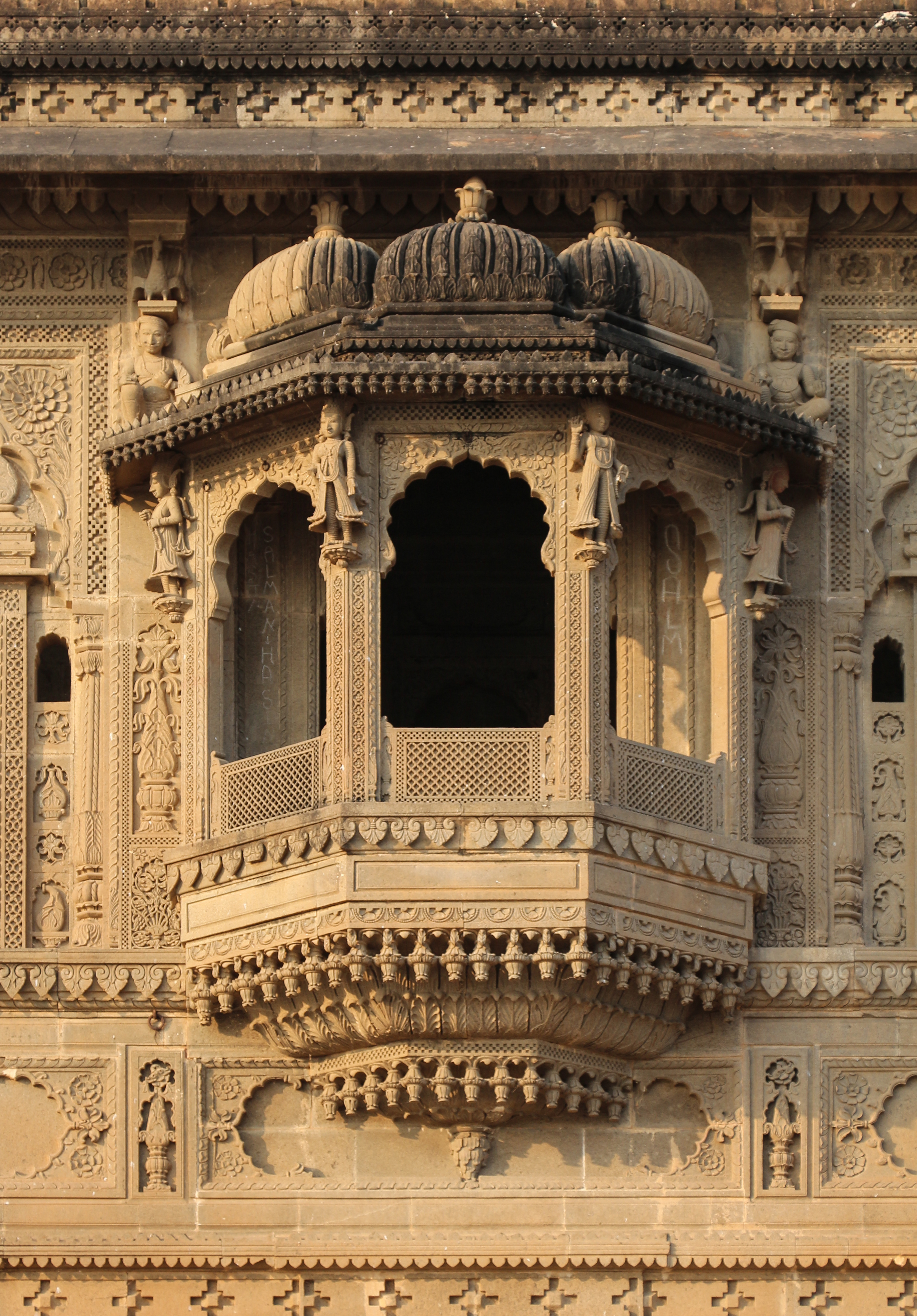
Jharokhâ dans le fort de Maheshwar.

Un jharokhâ (hindi : झरोखा, littéralement : lucarne, judas) est un balcon en saillie, très proche de l'oriel. Ornement assez courant dans l'architecture moghole et dans  l'architecture du Râjasthân jusqu'au XIXe siècle, on le trouve dans les palais, les havelî ainsi que dans les temples. Cet élément architectural, s'il est souvent utilisé pour son esthétique, peut également servir de plateforme d'observation ou pour y placer des archers. Il est d'une grande importance dans la pratique du purdah, car il permet aux femmes de regarder sans être vues.